# Alfred Lombard (homme politique)
Pour les articles homonymes, voir Alfred Lombard.
Alfred Lombard est un homme politique français né le 9 août 1825 à Orchamps (Jura) et décédé le 12 septembre 1897 à Bergerac (Dordogne).
Médecin, il s'installe en 1853 à Dole. Conseiller général, il est député du Jura de 1879 à 1885, succédant à Jules Grévy. Il siège au groupe de l'Union républicaine. 

## Sources
- « Alfred Lombard (homme politique) », dans Adolphe Robert et Gaston Cougny, Dictionnaire des parlementaires français, Edgar Bourloton, 1889-1891 [détail de l’édition]